# Dolicholobium linearilobum
Dolicholobium linearilobum är en måreväxtart som beskrevs av M.E. Jansen. Dolicholobium linearilobum ingår i släktet Dolicholobium och familjen måreväxter. Inga underarter finns listade i Catalogue of Life.